# Mohamed Abdul Quasim al-Zwai
Mohamed Abdul Quasim al-Zwai es un político libio que ocupó el cargo de Secretario General del Congreso General Popular desde el 26 de enero de 2010, sustituyendo a Imbarek Shamekh, hasta el 26 de agosto de 2011. Amigo íntimo de Muammar Gaddafi, fue el primer embajador libio en el Reino Unido tras la reanudación de las relaciones diplomáticas. En Libia es considerado un político moderado y pragmático. Desde el 8 de septiembre de 2011 está bajo custodia de fuerzas de Congreso Nacional de Transición, tras la guerra civil libia.

## Biografía
Secretario de Justicia, entonces Embajador de Libia en el Reino Unido, es, desde el 26 de enero de 2010 hasta el 23 de agosto de 2011, Secretario General del Congreso General del Pueblo, el actual Jefe de Estado de la Jamahiriya Árabe Libia. Sucede a Mubarak al-Shamikh; Al igual que sus predecesores, juega solo un papel secundario en relación con el de la "Guía de la Revolución", y el verdadero líder del régimen, Muammar Gaddafi.
Desde febrero de 2011, el poder del Coronel Gadafi está fuertemente cuestionado por el desarrollo de una insurrección que lleva rápidamente a una guerra civil. Los rebeldes toman la capital Trípoli el 23 de agosto de 2011.
Muammar Gaddafi deja la capital y el presidente del Consejo Nacional de Transición, Mustafa Abdel Jalil, se convierte, de facto, en el nuevo jefe de Estado. Mohamed Abu el-Kassim Zouaï es detenido por las nuevas autoridades libias, después de haberse entregado para garantizar su propia protección.